# 中國慈善事業史
慈善一词是佛教语，即慈悲为怀之意。中國很早就有慈善事業，亦有官方的慈善事業，就是所謂的荒政。也有民間自發，《礼记·檀弓》記載有“嗟来之食”的典故，黔敖所主持的就是一種慈善事業。范蠡曾经三次把財產全部分给穷人，“十九年之中三致千金，再分散与贫交疏昆弟”。中国历史上的官办救济或民营慈善，因缺乏有效监督，常有贪污腐化之事。與官方的荒政救急相較，中国的民间慈善事业相对落後。

## 漢朝
漢朝時，佛教传入中国，佛教寺院即有济贫事業，這與佛教講因果報應有關，其經費的来源是社会人士的捐施。《三国志·吴书·刘繇传》載笮融“每浴佛，輒多設飲飯，布席於路。其有就食及觀者且萬餘人。費以巨億計。”

## 魏晉南北朝
北齊武平六年，大水成災，七年春正月壬辰詔：“去秋已來水旱，人饑不自立者，所在付大寺及富戶濟其性命。”

## 唐朝
《佛祖統紀》卷四一載唐至德二年，“僧人英斡於成都南市廣衢施捨粥食，以濟貧窮。”

## 宋朝
《宋史》载：“宋之为治，一本于仁厚。凡赈贫恤患之意，视前代尤为切至”。
真宗天禧元年（1021年），“于京畿近郊佛寺买地，以瘗死之无主者。瘗尸，一棺给钱六百，幼者半之。”
熙宁八年（1075年），诏“方农作时，雨雪颇足，流民所在，令州县晓告丁壮各归乡土，并听结保。经所属给粮，每程人米豆共一升，幼者半之，妇人准此，州县毋辙驱逐”。
元符元年（1098年）十月壬午，颁布“元符令”曰：“鳏寡孤独贫乏不能自存者，州知通县、令佐验实，官为居养之。疾病者仍给医药。监司所至检察阅视。应居养者以户绝屋居，无户绝者以官屋居之，及以户绝财产给其费，不限月份，依乞丐法给米豆。若不足者，以常平息钱充。居养而能自存者罢。”

## 明朝
洪武五年（1372）五月在全國各地置立養老院（養濟院），收養貧民，每人每月給米三斗、薪材三十斤。
洪武八年（1375）正月，明太祖命給窮民無告者房舍、衣食。
洪武十九年（1386）四月，詔鰥寡孤獨不能自存者，每年給米六石。
宣德元年（1426）十一月，詔命順天府尹加意恤貧，一概收入養老院。
万历十八年（1590），杨东明聯同地方鄉紳在河南虞城创立同善会，经费主要依赖会员捐献。

## 清朝
康熙時江苏巡抚张伯行倡导“担粥法”。李光地曾设置粥厂煮粥给饥民吃。陆世仪在《劝施米汤约》文中提出“施米汤法”，做饭时，多放点水，再把米汤舀出来，放點雜糧，施舍给災民食用。
康雍时湖广总督杨景仁在《筹济篇·煮赈》中说，施赈时，“活者二三，而死者十六七”。黄懋在《施粥不如散米说》文中讲，打粥时，“以少年妇女，出头露面，有志者羞愧饮泣，愚痴者习成无耻”，更有无赖之徒“调戏挨挤”。
光绪中九年（1883年）水灾，顺天府尹周家楣奏准在各乡镇及京城六门外设立粥厂。
《清史列传·潘祖荫传》撋：光绪十六年（1890年）六月，潘祖荫与“府尹陈彞筹放义赈，疏请择地添设粥厂，以便附近灾民就食，并恳钦派三四品京堂分驻稽查，弹压监放。八月，以顺属饥民众多，转瞬严寒，生路更窘，奏请更赏给米石。九月，奏大兴县境添设粥厂两处，冬春赈务，为日方长，请拨银米以资要需”。